# Omkara (2006)
Omkara – Im Rausch der Eifersucht ist ein Hindi-Film von Vishal Bharadwaj aus dem Jahr 2006. Omkara ist eine Adaption des Shakespeare-Klassikers Othello.

## Handlung
Omkara Shukla ist der Anführer einer Gruppe, die für den korrupten Politiker Tiwari Bhaisaab arbeitet, um dessen Macht zu erhalten. Als Bhaisaab nach einer Verletzung Omkara als Nachfolger benennt, bestimmt dieser von seinen Handlangern Kesu, und nicht Langda als seinen eigenen Nachfolger. Langda ist daraufhin wütend vor Neid und erfindet eine Affäre zwischen Omkaras Verlobter Dolly und Kesu. In der Hochzeitsnacht ist Omkara schließlich von der Untreue seiner Braut überzeugt und bringt sie um. Langda erhält zudem die Erlaubnis, Kesu zu erschießen. Er verletzt diesen jedoch nur am Arm. Mit Hilfe von Langdas Frau Indu findet Omkara schließlich heraus, dass seine Braut Dolly ihm doch treu war. Gemeinsam erkennen sie, dass die Affäre von Langda nur inszeniert war. Während Indu Langda daraufhin aus Vergeltung den Hals aufschlitzt, bringt Omkara sich selbst um.

## Kritiken
„Die Macht des Misstrauens, spektakulär inszeniert – Mit Omkara ist dem indischen Regisseur Vishal Bhardwaj eine grandiose Othello-Adaption gelungen – mit Stars wie Ajay Devgn und Kareena Kapoor.“

## Auszeichnungen
Filmfare Award 2007
- Filmfare Award/Beste Playbacksängerin an Sunidhi Chauhan für den Song Beedi
- Filmfare Award/Beste Nebendarstellerin an Konkona Sen Sharma
- Filmfare Award/Bester Schurke an Saif Ali Khan